# 宫布马先蒿
宫布马先蒿（学名：Pedicularis kongboensis）为列当科马先蒿属的植物，是中国的特有植物。分布于中国大陆的西藏等地，生长于海拔4,100米的地区，见于高山高草坡中，目前尚未由人工引种栽培。

## 异名
- Pedicularis kongboensis Tsoong var. obtusata Tsoong